# Bad Lobenstein

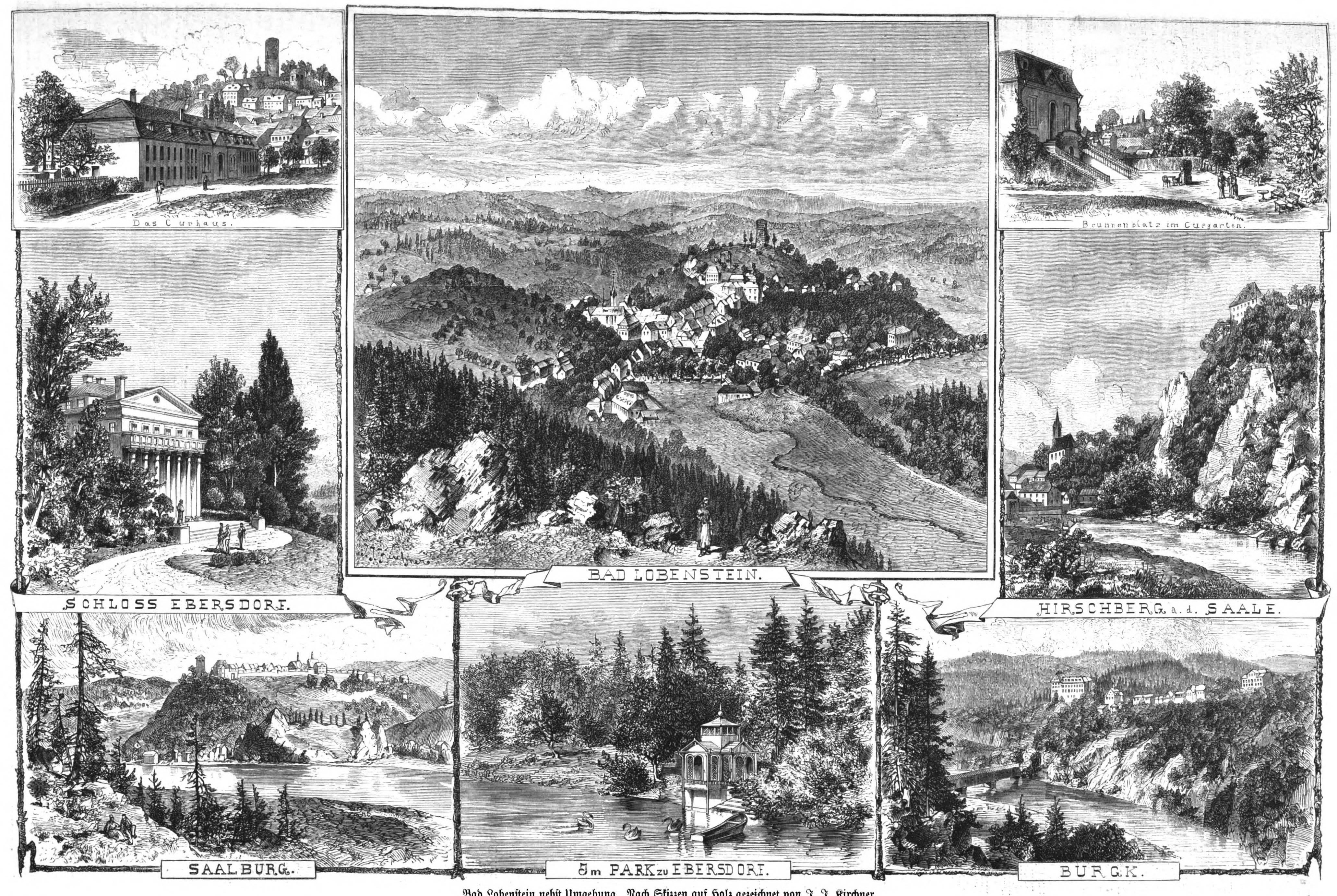
Bad Lobenstein und Umgebung, diverse Ansichten. 1878 gezeichnet von J.J. Kirchner

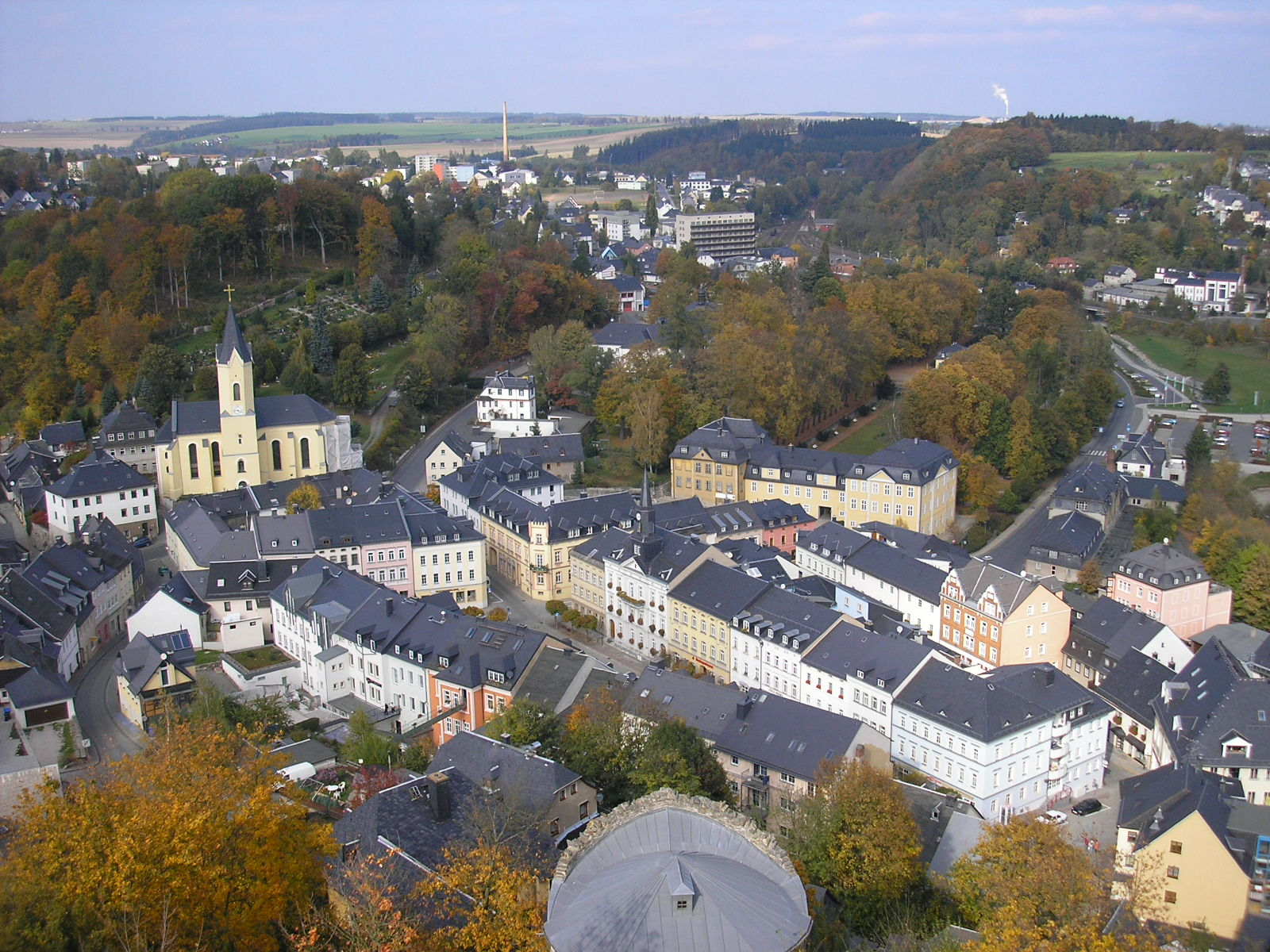
Blick vom Burgberg über die Altstadt

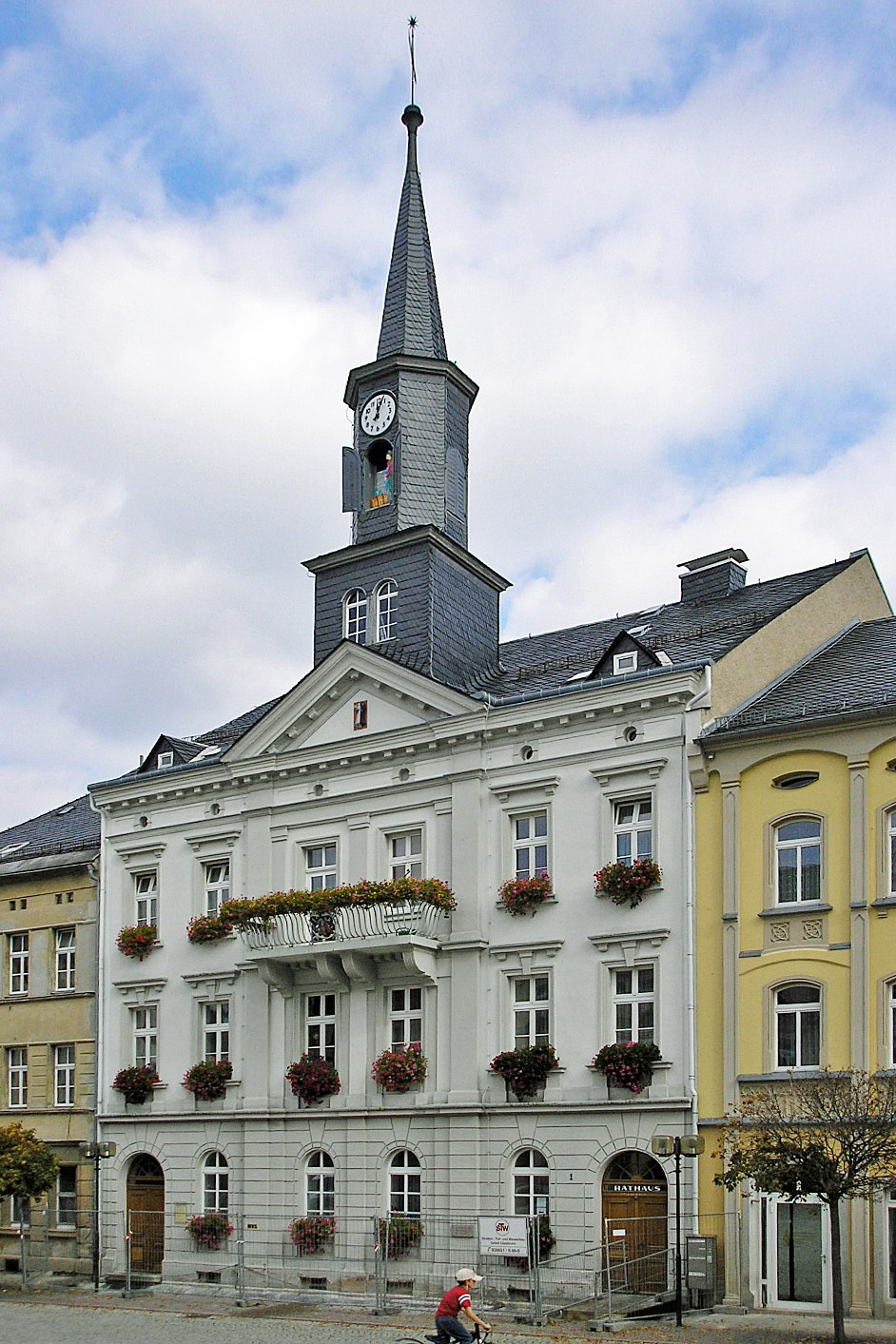
Rathaus

Bad Lobenstein, bis 2005 Lobenstein, ist eine Kleinstadt im Saale-Orla-Kreis in Thüringen. Vor der Eingliederung in diesen war Lobenstein Kreisstadt des gleichnamigen Kreises.

## Geographie
Die Stadt liegt im Thüringer Schiefergebirge zwischen den Ausläufern des Thüringer Waldes und des Frankenwaldes, südlich bzw. westlich der großen Saaletalsperren Hohenwarte und Bleiloch.

### Stadtgliederung
Zur Stadt gehören die Ortsteile Helmsgrün, Lichtenbrunn, Mühlberg, Oberlemnitz, Saaldorf und Unterlemnitz.

### Nachbargemeinden
Angrenzende Gemeinden sind die Städte Gefell, Saalburg-Ebersdorf, Tanna und Wurzbach und die Gemeinden Remptendorf und Rosenthal am Rennsteig.

## Geschichte
Die hochmittelalterliche Burg Lobenstein liegt über dem Zentrum der Stadt rechts der Lemnitz auf einem Bergkegel. Sie diente der Überwachung des Verkehrs auf dem Verbindungsweg von Leipzig nach Bamberg. Lobenstein wurde erstmals 1250 als Rittersitz erwähnt. Dieser war wahrscheinlich eine Gründung der Herren von Lobdeburg. Ein Otto von Lobenstein wurde 1250 auf der Burg genannt. Das ist auch die urkundliche Ersterwähnung von Lobenstein. Im 13. Jahrhundert gehörte die Veste den Vögten von Gera. Sie blieb dann bis 1601 Residenz, seit 1597 im Besitz der jüngeren Linie Reuß. Um 1600 war die Burg stark verfallen. Die Reußen zogen dann in das Schloss. Im Dreißigjährigen  Krieg spielte die Burg eine kurze Rolle. 1632 stürmten kaiserliche Truppen die von Schweden besetzte Anlage. Von der Burg künden heute noch der Bergfried und Ringmauerreste.
Bereits 1278 wurde Lobenstein als Stadt bezeichnet. Bürgermeister und Rat sind 1411 bezeugt, ihnen standen die Niedergerichte zu.
Am 8. Oktober 1806 zog das napoleonische Heer durch die Stadt. Gegen 9:00 Uhr verließ Kaiser Napoleon I. Kronach. Dort besichtigte er die Festung und verstärkte sie mit eigenen sowie verbündeten bayerischen Truppen, um im Falle einer Niederlage gegen Preußen eine Rückzugsmöglichkeit zu haben. Er traf gegen 12:30 Uhr in Lobenstein ein. Sein Weg führte über den Gallenberg nach Ebersdorf, wo er mit weiteren 32 Generälen und Stabsoffizieren übernachtete. Tag und Nacht marschierten ca. 190.000 Mann durch Lobenstein. Die Stadt und das gesamte Umland waren davon betroffen. Biwak und Plünderungen waren an der Tagesordnung. Trotz der Neutralität des Reußenlandes musste die Bevölkerung stark leiden.
Im Neuen Schloss weilte der Marschall und spätere König von Norwegen-Schweden Bernadotte. Am 14. Oktober fand die Doppelschlacht bei Jena und Auerstedt statt, mit deren Ausgang das Schicksal Preußens besiegelt wurde.
Der Bürger Lobensteins, Stadtschreiber Christian Gottlieb Reichard, war wegen seiner außergewöhnlichen Geographiekenntnisse bis nach Paris bekannt. Napoleon forderte ihn auf, als Kartograph mit dem Heer zu ziehen. Reichard lehnte mit Hinweis auf seine Gesundheit ab, er blieb im Bett. Ob er wirklich krank war, ist nicht exakt bekannt.
Von 1597 bis 1918 gehörte die Stadt zum Fürstentum Reuß jüngerer Linie, wobei sie bis 1824 Residenz der Unterlinie Reuß-Lobenstein und von da an bis 1848 zur Linie Ebersdorf gehörte. 1848 bildete sie zusammen mit Schleiz und Hirschberg (Saale) ein Zentrum der bürgerlichen Bewegung.
Im Jahre 1862 wurden fast alle historischen Gebäude bei einem Stadtbrand zerstört. Ab 1868 bewirkten aus den benachbarten Hochmooren geförderte Heilerde und eine Eisen-Mineralquelle die Entstehung des Kurbetriebs in Lobenstein.
Einen Eisenbahnanschluss erhielt die Stadt 1896 nach Triptis (Richtung Gera), 1901 nach Hof und 1907 nach Saalfeld.
Während des Zweiten Weltkrieges mussten 60 Frauen und Männer aus Osteuropa, die in zwei „Ostarbeiterlagern“ untergebracht waren, Zwangsarbeit verrichten: im Metallwerk Werner Schröder, im Sägewerk und in der Bahnmeisterei. Auf dem Friedhof von Lobenstein erinnert ein Holzkreuz an einen KZ-Häftling, der bei einem Todesmarsch auf dem Gallenberg von SS-Männern erschossen wurde. Im Kurpark erinnert eine Gedenkstätte mit einer Skulptur „Trauernde Mutter“ eines polnischen Künstlers an alle Opfer des Faschismus von Lobenstein.
Seit dem 21. März 2005 trägt die Stadt offiziell den Namen Bad Lobenstein und ist damit die zwölfte Kurstadt in Thüringen. Lobenstein hatte zuvor jahrzehntelang um den Titel eines Bads gekämpft.
Am 7. Dezember 2022 geriet Bad Lobenstein in die Schlagzeilen, als das Jagdschloss Waidmannsheil – wie andere Orte in 11 Bundesländern, Italien und Österreich – Schauplatz eines der größten Antiterroreinsätze in der Geschichte der Bundesrepublik wurde. Im Zuge der Großrazzia gegen das rechtsterroristische Netzwerk Patriotische Union um Heinrich XIII. Prinz Reuß, dem vom Generalbundesanwalt die Vorbereitung eines Staatsstreiches in Deutschland vorgeworfen wird, wurde das Schloss durchsucht.

### Eingemeindungen
Am 4. August 1993 wurden die zuvor eigenständigen Orte Helmsgrün und Lichtenbrunn eingemeindet. Danach folgten am 1. Januar 1997 Unterlemnitz und als vorerst letzte Gemeinde Oberlemnitz im Jahre 1999.

### Einwohnerentwicklung
Entwicklung der Einwohnerzahl (ab 1994: Stand jeweils 31. Dezember):  Datenquelle ab 1994: Thüringer Landesamt für Statistik
| - 1833: 3274 - 1933: 3391 - 1939: 3577 - 1994: 7002 - 1995: 7019 - 1996: 7083 - 1997: 7455 | - 1998: 7419 - 1999: 7363 - 2000: 7332 - 2001: 7235 - 2002: 7132 - 2003: 7042 - 2004: 6948 | - 2005: 6905 - 2006: 6820 - 2007: 6653 - 2008: 6570 - 2009: 6466 - 2010: 6444 - 2011: 6236 | - 2012: 6164 - 2013: 6108 - 2014: 6073 - 2015: 6146 - 2016: 6029 - 2017: 5997 - 2018: 5931 | - 2019: 5825 - 2020: 5843 - 2021: 5745 - 2022: 5733 - 2023: 5663 |

## Politik

### Stadtrat
Die Kommunalwahl vom 26. Mai 2024 führte bei einer Wahlbeteiligung von 60,7 % (+ 6,4 %p) zu folgendem Endergebnis (mit Vergleich zur vorigen Wahl 2019):
| Partei / Liste                       | Stimmenanteil | Sitze | Ergebnis 2019   |
| Bad Lobensteiner Bürgerliste (LBL)   | 23,6 %        | 5     | 30,9 %, 6 Sitze |
| Aktiv-Unabhängig-Fair (AUF!)         | 18,9 %        | 4     | 17,4 %, 4 Sitze |
| Alternative für Deutschland (AfD)    | 18,6 %        | 2 1   | –               |
| Christlich Demokratische Union (CDU) | 16,2 %        | 3     | 11,1 %, 2 Sitze |
| Die Linke                            | 10,5 %        | 2     | 18,3 %, 4 Sitze |
| Bürger für Lobenstein (BfL)          | 6,5 %         | 1     | 12,0 %, 2 Sitze |
| Freie Demokratische Partei (FDP)     | 5,7 %         | 1     | 10,3 %, 2 Sitze |

### Bürgermeister
Am 1. Juli 2012 trat Thomas Weigelt (parteilos) sein Amt als Bürgermeister an. Vorgänger Peter Oppel (SPD) hatte das Amt 18 Jahre bekleidet.
Weigelt wurde beschuldigt, beim Marktfest im August 2022 einen filmenden Journalisten der Ostthüringer Zeitung angegriffen zu haben. Am 31. August 2022 enthob die Rechtsaufsichtsbehörde des Saale-Orla-Kreises Weigelt vorläufig des Dienstes und setzte den 1. Beigeordneten und stellvertretenden Bürgermeister Klaus Möller (Die Linke) als amtierenden Bürgermeister vorläufig ein.
| Wahl | Bürgermeister   | Vorschlag | Wahlergebnis (in %) |
| ---- | --------------- | --------- | ------------------- |
| 2024 | Dominik Kirsten | LBL       | 50,2 (Stichwahl)    |
| 2018 | Thomas Weigelt  | Weigelt   | 68,2                |
| 2012 | Thomas Weigelt  | Weigelt   | 52,2 (Stichwahl)    |
| 2006 | Peter Oppel     | SPD       | 56,9 (Stichwahl)    |
| 2000 | Peter Oppel     | SPD       | 78,1                |
| 1994 | Peter Oppel     | SPD       | 61,4                |
| 1990 | Rudi Tröger     | LBL       |                     |

### Wappen

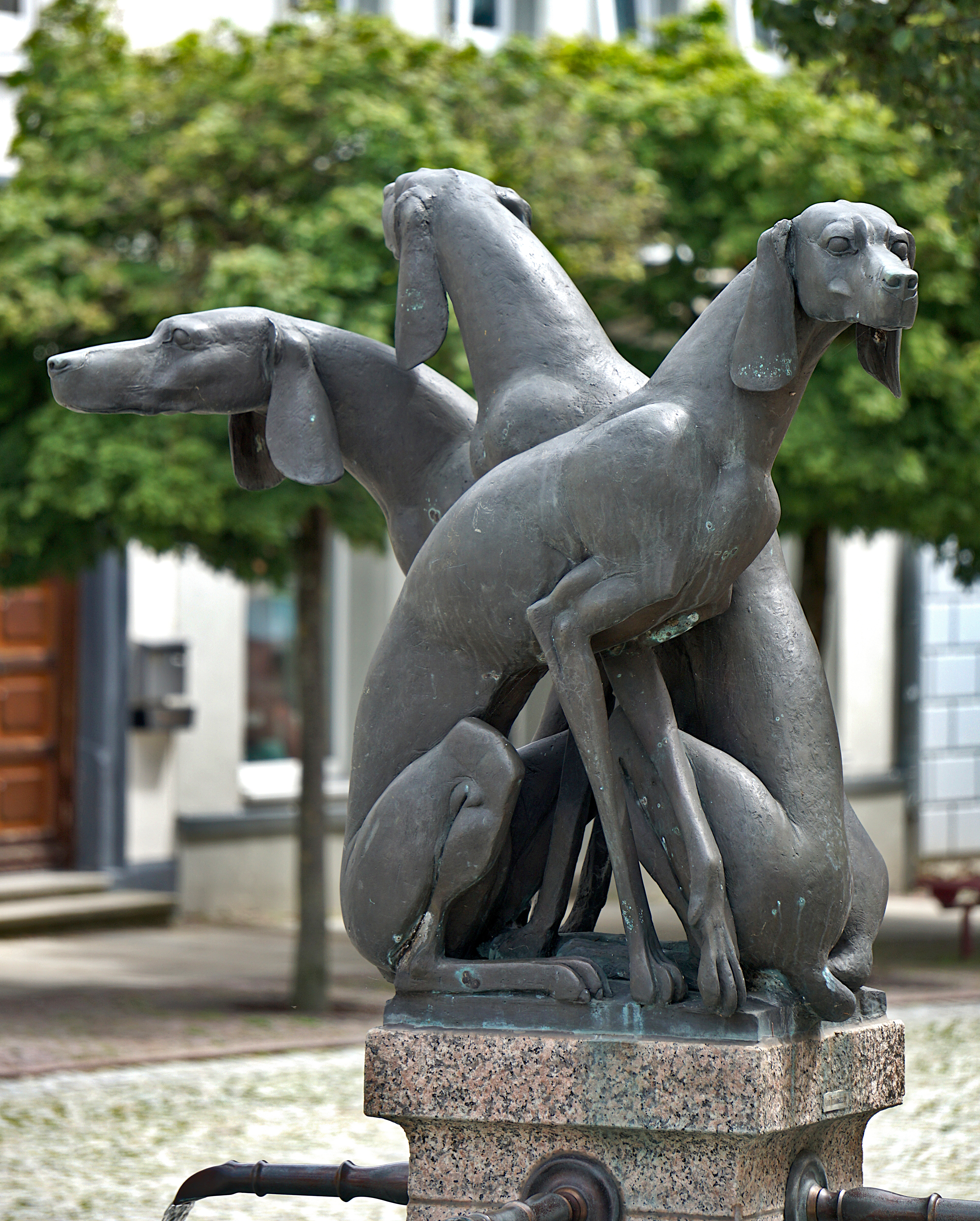
Brunnen mit drei Bracken auf dem Marktplatz

Blasonierung: „In Rot schwebend der silbern-schwarz gespaltene Rumpf einer Bracke.“
Der Brackenrumpf ist die Helmzier der Grafen Reuß älterer Linie; sie wurde bereits im 15. Jahrhundert in einem Schild gesetzt und von der Stadt als Wappen gezeigt.
Eine Sage berichtet von einer anderen Version zur Herkunft des Namens Lobenstein: „Lobe den Stein“ soll Kaiser Ludwig der Bayer, der von 1282 bis 1347 lebte, ausgerufen haben, als er in diesem wild- und waldreichen Revier jagte. Die Sage berichtet weiter, dass ihm während der Hatz sein Lieblingshund verloren ging. Lange mussten die Jäger suchen, bis schließlich einer der Ritter das Tier ermattet und leicht verletzt bei einem Stein wiederfand. Er trug den Hund zu seinem Herrn, der den Ritter zum Dank mit einem Lehen um den „gelobten Stein“ beschenkte. Zur Erinnerung an das Ereignis erhielt der Ort den Namen Lobenstein und trug fortan den Brackenkopf in seinem Wappen.

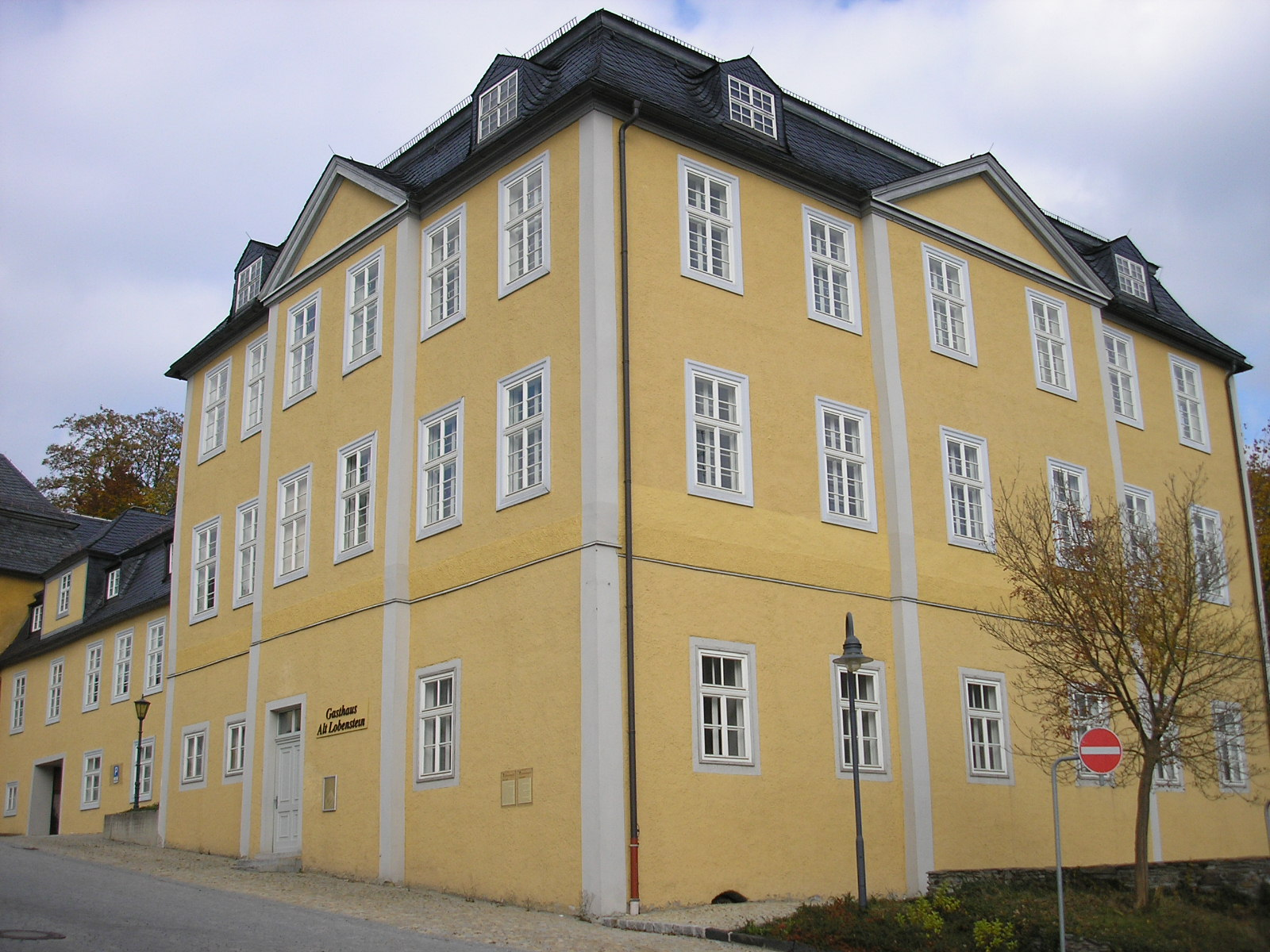
Neues Schloss

### Städtepartnerschaften
| Die Bad Lobensteiner Städtepartnerschaften | Die Bad Lobensteiner Städtepartnerschaften | Die Bad Lobensteiner Städtepartnerschaften |
| ------------------------------------------ | ------------------------------------------ | ------------------------------------------ |
|                                            | Leonberg                                   | Deutschland                                |
|                                            | Ujazd                                      | Polen                                      |

## Kultur und Sehenswürdigkeiten

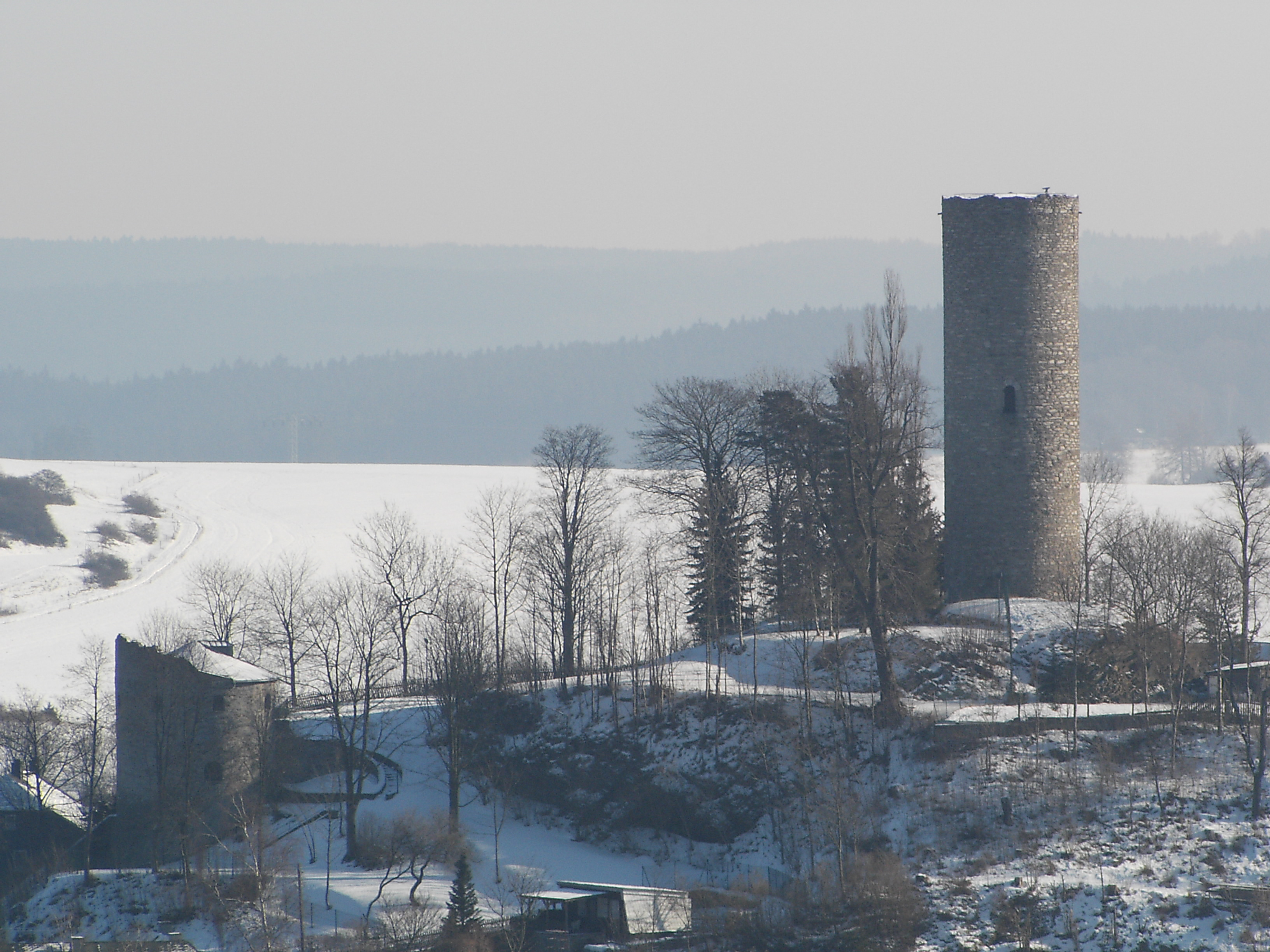
Burgruine

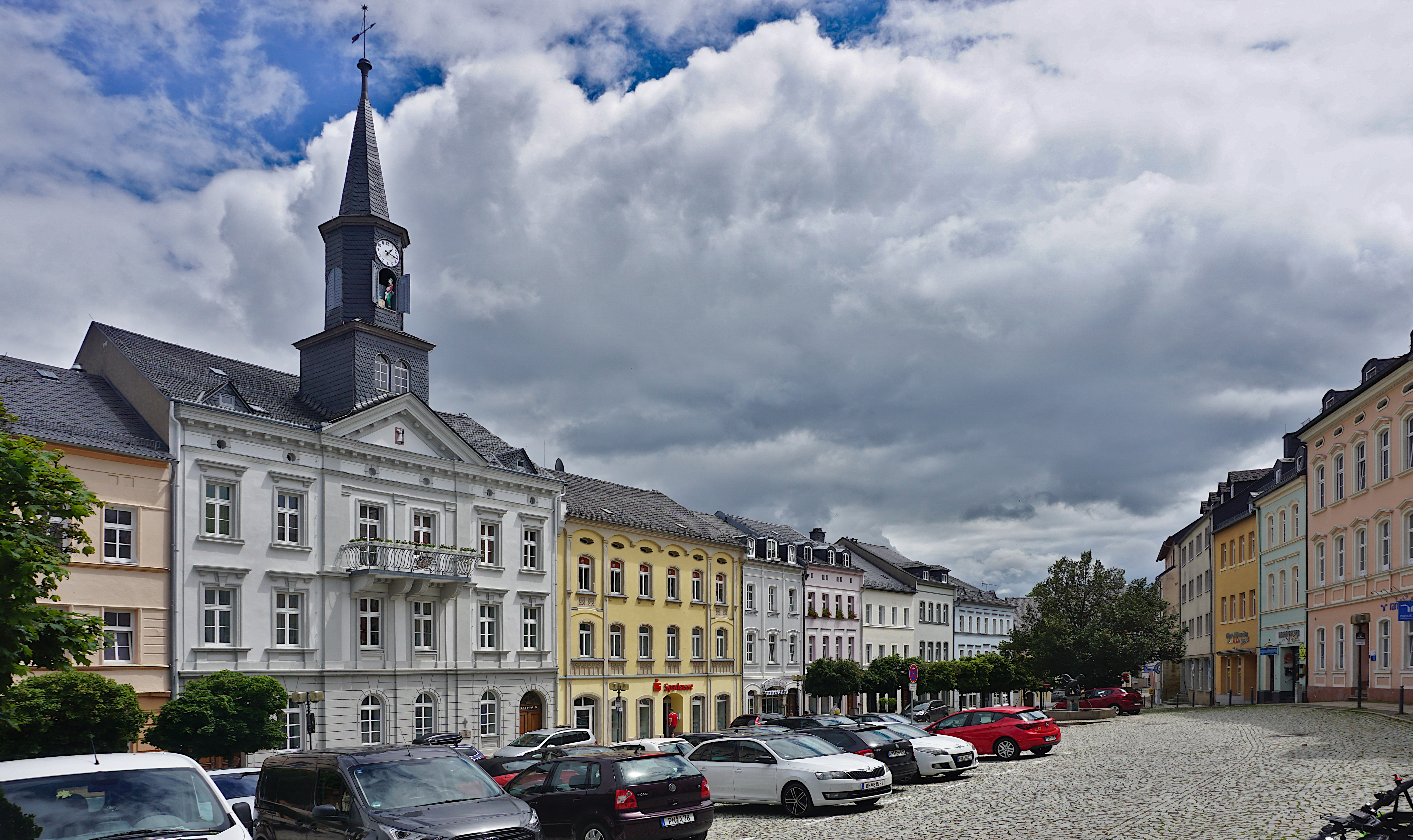
Der Markt in Bad Lobenstein

- Neues Schloss mit Schlosspark: eine barocke Anlage nördlich der Altstadt, errichtet zwischen 1714 und 1718. Residenz der Fürsten von Reuß-Lobenstein (bis 1824), im Garten steht ein Pavillon (errichtet 1746 bis 1748). Vor dem Schloss befinden sich die Alte Wache im klassizistischen Stil sowie die ehemals fürstliche Wagenremise.
- Burg Lobenstein: eine Burgruine oberhalb der Altstadt. Erhalten sind zwei Türme (darunter der 35 Meter hohe Bergfried) sowie einige Grundmauern. Die Anlage wurde um 1300 von den Lobdeburgern errichtet und im Dreißigjährigen Krieg zerstört.
- Jagdschloss Waidmannsheil: ein Jagdschloss im Stadtteil Saaldorf, errichtet im neugotischen Stil zwischen 1834 und 1837. Eigentum der Fürsten von Reuß jüngerer Linie (von 1840 bis 1945 und seit 1990).
- Stadtkirche St. Michaelis: errichtet nach dem Stadtbrand von 1862.
- Therme: seit 2002 Kur- und Moorbehandlungen in der Ardesia-Therme.

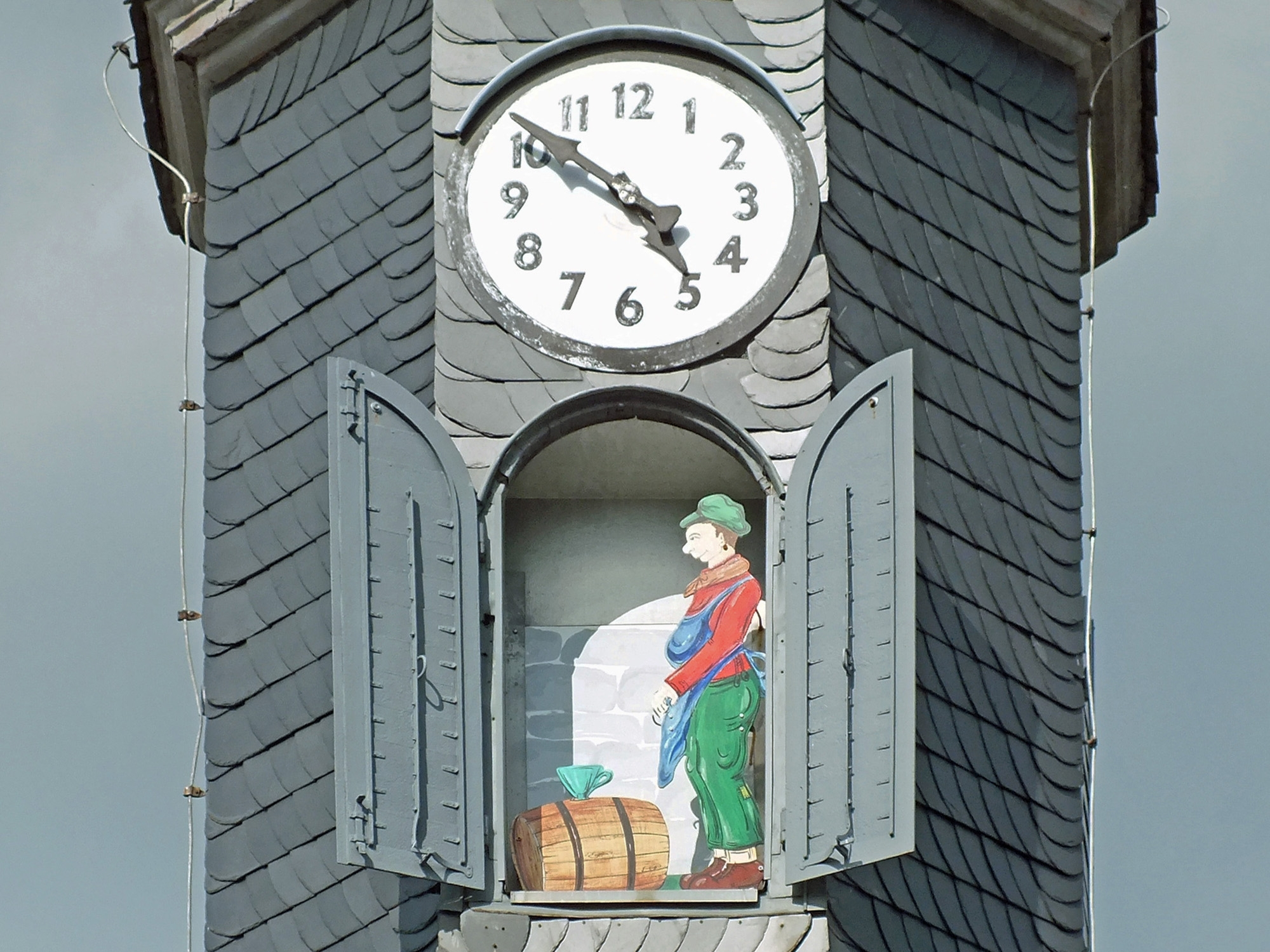
Der „Fässleseecher“ im Rathausturm

- Markt Höhler, seit dem Jahre 2000 als Bergerlebnis im Rahmen von Führungen zugängiger historischer Bierfelsenkeller, der zwischen 1780 und 1798 von Lobensteiner Bergleuten angelegt worden war. Von 1861 bis 1863 erweitert, besteht der Markt Höhler heute aus einem ca. 55 m langen Stollen und 20 großen Kammern und ist fast halb so groß wie der Bad Lobensteiner Marktplatz. Hier erfährt man alles über die frühere Bierlagerung in der Stadt und über den historischen Erzbergbau im Lobenstein-Hirschberger Gangrevier.
- Regionalmuseum in der fürstlichen Oberförsterei: Der nach einem Stadtbrand 1714 errichtete zweigeschossige, sechsachsige Putzbau mit schiefergedeckten Walmdach wurde im 18. Jahrhundert als Forstamt genutzt und beherbergt seit Mitte der 1980er Jahre das Regionalmuseum.
- Im Turm des Lobensteiner Rathauses ist eine Figur zu sehen, die über einen Trichter in ein Fass zu urinieren scheint. Dies nimmt Bezug auf „Lommesteener Fässleseecher“, den Spitz- und Necknamen der Lobensteiner, die als sparsame Handwerksweber im 19. Jahrhundert den Ammoniak zur Herstellung der Appretur der Tuche aus menschlichem Urin gewonnen haben. Mehrmals täglich spritzt die Figur direkt auf den Marktplatz.[16]

## Persönlichkeiten

### Ehrenbürger
- Paul von Hindenburg (1847–1934), Generalfeldmarschall[17]

### Söhne und Töchter der Stadt
- Heinrich Albert (1604–1651), Komponist
- Johann Christoph Köcher (1699–1772), lutherischer Geistlicher, Theologe, Universitätsrektor in Jena
- Anton Friedrich Hohl (1789–1862), Mediziner
- Johann Heinrich Stobwasser (1740–1829), Lackwarenfabrikant
- Heinrich Tamm (1796–1876), deutscher Tuchfabrikant und Politiker
- Heinrich Christian Gottlieb Tamm (1798–1869), deutscher Tuchfabrikant und Politiker
- Eduard Heinrich von Geldern (seit 1846: von Geldern-Crispendorf) (1806–1866), preußischer Verwaltungsjurist und Staatsminister in Reuß jüngerer Linie
- Franz Heinrich August Wetzel (1809–unbek.), Arzt und Politiker
- Johann Heinrich Franz (1813–1862), deutscher Notar und Politiker
- Wilhelm Christian Friedrich Oehm (1818–1901), deutscher Kaufmann und Politiker, von 1878 bis 1884 Bürgermeister von Lobenstein
- Heinrich Süßenguth (1819–1871), deutscher Jurist und Politiker
- Karl Bernhard Jäger (1825–1900), Reichstags- und Landtagsabgeordneter
- Heinrich Hagen (1839–1914), deutscher Landgerichtspräsident und Abgeordneter
- Hermann Tamm (1868–1946), deutscher Gerbereibesitzer und Politiker (DVP), MdL Thüringen
- Ernst Piltz (1870–1929), deutscher Buchbindermeister und Politiker
- Friedrich Behr (1898–1958), evangelischer Theologe, Direktor des Marienstiftes Arnstadt
- Dietrich Hofmann (1923–1998), Mediävist, Frisist und Hochschullehrer
- Rolf Felix Müller (1932–2021), Grafikdesigner und Illustrator
- Hans Kollhoff (* 1946), Architekt
- Friedrich-Wilhelm Tiller (* 1949), Arzt und Musiker
- Mathias Grüner (* 1954), Fußballspieler
- Jochen Wich (* 1958), Musiker und Komponist
- Anja Rücker (* 1972), Leichtathletin; seit 1997 Ehrenbürgerin der Stadt Bad Lobenstein[18]

### Weitere Persönlichkeiten
- Georg Andreas Sorge (1703–1778), Komponist, ab 1721 Hoforganist in Lobenstein
- Christian Gottlieb Reichard (1758–1837), Hofrat und Syndikus zu Lobenstein,[19] Kartograph
- Gottlob von Püttner (1794–1863), deutscher Kaufmann und Politiker, 1848 bis 1860 Bürgermeister von Lobenstein
- August Stiehler (1807–1896), deutscher Pfarrer und Politiker, Superintendent von Lobenstein
- Werner Leich (1927–2022), evangelischer Theologe, zeitweise Superintendent von Lobenstein
- Axel Teichmann (* 1979), Skilangläufer, besuchte hier die Schule und wurde am 2. Mai 2003 auf Grund seiner großen sportlichen Erfolge zum Ehrenbürger der Stadt ernannt[18]
- Heinrich XIII. Prinz Reuß (* 1951), Akteur der Reichsbürgerbewegung, Eigentümer des Jagdschlosses Waidmannsheil

## Verkehr
Der Bahnhof Bad Lobenstein liegt an der historischen Bahnstrecke Triptis–Marxgrün. Im Gegensatz zur Bahnstrecke Saalfeld–Blankenstein, die für Personen- und Güterverkehr in Betrieb ist, ist die Triptiser Strecke teilweise stillgelegt. Die Züge verkehren in der Relation Saalfeld (Saale)–Hockeroda–Unterlemnitz–Blankenstein (Saale).
Busverbindungen
| Linie | Betreiber | Linienverlauf                                           |
| ----- | --------- | ------------------------------------------------------- |
| 610   | KomBus    | Lehesten – Bad Lobenstein – Saalburg – Schleiz          |
| 620   | KomBus    | Naila – Bad Lobenstein – Remptendorf – Ziegenrück       |
| 630   | KomBus    | Bad Lobenstein – Ruppersdorf – Remptendorf              |
| 640   | KomBus    | Bad Lobenstein – Neundorf – Titschendorf – Blankenstein |
| 720   | KomBus    | Bad Lobenstein – Blankenstein – Schleiz                 |
| L1    | KomBus    | Stadtverkehr Bad Lobenstein                             |

## Sonstiges
Der Christopherushof wird verwaltet von der Diakoniestiftung Weimar Bad Lobenstein.
Auf dem Geiersberg befinden sich mehrere Sendeanlagen, unter anderem:
- ein UKW-Sender für MDR AKTUELL 101,8 MHz (0,5 kW),
- ein  GSM/UMTS-Sender von Vodafone D2,
- ein GSM-Sender von T-Mobile, E-Plus und O2.